# Смъртоносно оръжие 2
„Смъртоносно оръжие 2“ (на английски: Lethal Weapon 2) е американска екшън комедия от 1989 година. режисиран от Ричард Донър, с участието на Мел Гибсън, Дани Глоувър, Джо Пеши, Патси Кенсит, Дерик О'Конър и Джос Аклънд. Това е продължение на филма „Смъртоносно оръжие“ от 1987 г. и втората част в едноименната филмова поредица.
Гибсън и Глоувър съответно възпроизвеждат ролята си на офицери от LAPD Мартин Ригс и Роджър Муртаг, които защитават раздразнителен федерален свидетел (Пеши), докато поемат група южноафрикански наркодилъри, които се крият зад дипломатическия имунитет. Филмът е номиниран за „Оскар“ за най-добър звуков монтаж (Робърт Гендър Хендерсън). Филмът получи предимно положителни отзиви и спечели повече от 227 милиона долара по целия свят.

## Сюжет
Две години след събитията от първия филм, сержантите на LAPD Мартин Ригс и Роджър Мъртоу преследват неидентифицирани заподозрени, които транспортират незаконна пратка от златни кругеранци. Африканското апартейдско правителство на Южна Африка впоследствие нарежда на генералния консул на Лос Анджелис – Арджън Руд (Джос Аклънд) и на агента по сигурността Питър Ворсдет (Дерик О'Конър) да предупреди двамата детективи от разследването; те са преназначени, за да защитят един неприятен федерален свидетел, Лео Гетц (Джо Пеши), след атака срещу дома на Мъртоу.
Скоро става ясно, че и двата случая са свързани: След опит за живота на Лео, Ригс и Мъртоу научат за мрачните минали средства за изпиране на пари за отмъстителни контрабандисти на наркотици. Лео ги води до бандата, но при изпращане на бившия си убиец и връщане с гръб, те се сблъскват с Руд, който се позовава на дипломатически имунитет от името на своите безскрупулни „сътрудници“.
Макар да е инструктиран да остави случая сам, Ригс започва открито да тормози консулството в Южна Африка, да се противопоставя на Ръд и да разказва на своя секретар Рика ван ден Хас (Патси Кенсит), либерален африканец, който презира шефа си и расовата си философия. Ворстедт е изпратен да убие всички офицери, които ги разследват, докато Мъртоу твърди, че Руд се опитва да изпрати средства от контрабанден пръстен в Съединените щати до Кейптаун през пристанището на Лос Анджелис. Двама убийци атакуват Мъртоу в дома му, но той ги убива в последвалата битка, въпреки че Лео е отвлечен в процеса.
След убийството на много от разследващите офицери, Ворсдет грабна Ригс в апартамента на Ван де Хаса и разкри, че по-рано той е бил отговорен за смъртта на съпругата на Мартин по време на неуспешен опит за убийство на Ригс. Той успява да удави Рика, но един отмъстителен Ригс успява да избяга. Той извиква Мъртоу, заявявайки намерение да преследва Руд и да отмъсти на съпругата си Рика и на падналите им приятели; другият полицай с готовност остави значката си да помогне на партньора си. След спасяването на Лео и разрушаването на къщата на Ръд се насочват към „Алба Варден“, а товарният кораб „Ръдс“ се приземи в пристанището на Лос Анджелис, докато южноафриканците подготвят бягството си със стотици милиони пари от наркотици.
Докато разследваха охраняем контейнер с товар от 40 фута в доковете, Ригс и Мъртоу са заключени вътре от хората на Ръд. Излизат от кутията и разпръскват два палета от пари за наркотици на Ръд в пристанището. Ригс и Мъртоу се включват в пожар с някои от хората на „Ръд“ на борда на „Алба Варден“, преди да се разделят, за да преследват Руд. Ригс се сблъсква и се бори срещу Ворсдет, ръка за ръка, завършвайки, когато Ригс овладява Ворсдет със собствения си нож и го смачква, като отпада контейнер за товари. Ръд отмъщава, като стреля Рингс в гърба няколко пъти с античен пистолет „Боунхандле Маузер“. Без да обръща внимание на претенцията си за дипломатически имунитет, Мъртоу убива Ръд с един изстрел от револвера си и се приближава към Ригс, споделяйки смях с него, тъй като повече служители на ЛАПД отговарят на сцената.

## Актьорски състав
| Изпълнител        | Роля                                |
| ----------------- | ----------------------------------- |
| Мел Гибсън        | детектив Мартин Ригс                |
| Дани Глоувър      | детектив Ричард Мъртоу              |
| Джо Пеши          | Лео Гетц                            |
| Джос Акланд       | Аржен Ръд                           |
| Дерик О'Конър     | Пиетър Ворсдедт                     |
| Патси Кенсит      | Рика ван ден Хаас                   |
| Дарлийн Лав       | Триш Мъртоу (жена на Ричард Мъртоу) |
| Стив Кахан        | капитан Ед Мърфи                    |
| Марк Ролстън      | Ханс                                |
| Дженет Голдщейн   | детектив Меаган Шапиро              |
| Дийн Норис        | детектив Тим Кавана                 |
| Нестор Серано     | детектив Еди Естабан                |
| Мари Елън Трейнър | д-р Стефани Удс                     |
| Кенет Тигар       | Бекър                               |

## В България
В България филмът е първоначално разпространен на VHS от Брайт Айдиас през 1992 г. с български дублаж, а след това от Александра Видео със субтитри на български език.
През 2004 г. се излъчва по Канал 1 в рубриката „Кинопарад“.
През 2011 г. се излъчва по каналите на bTV.